# هوشنگ حمیدی
هوشنگ حمیدی (زادهٔ ۱۳۵۲ در سنندج) نمایندهٔ حوزهٔ انتخابیهٔ سنندج، دیواندره و کامیاران در دورهٔ هفتم مجلس شورای اسلامی بوده‌است.